# Dirk Marcellis
Dirk Marcellis (13 d'abril de 1988, Horst aan de Maas) és un exfutbolista neerlandès que jugava com a defensa central, però podia jugar en qualsevol posició defensiva.